# Isola di Ratones Grande
L'isola di Ratones Grande si trova nell'Oceano Atlantico, sul litorale meridionale del Brasile, fra l'isola di Santa Catarina e il continente , nella baia Nord della prima. Essa fa parte della municipalità di Florianópolis. Si trova vicino all'isola di Ratones Pequeno, più piccola, e si trova non lontano dalla foce del rio Ratones, al quale le due isole hanno dato il nome.
Essa ospita una fortezza, Santo Antônio de Ratones.

## Etimologia
L'origine del suo nome è attribuita a Juan Díaz de Solís, navigatore ed esploratore al servizio della corona di Spagna, che sbarcò sull'isola di Santa Catarina per la prima volta nel 1514, a quell'epoca conosciuta con il nome di « Meiembipe » e popolata solo da indigeni. Alla vista delle due isole, egli le chiamò Raton Grande e Raton Pequeño (Gran topo e Piccolo topo) a causa della loro forma allungata sulle acque marine. L'insieme delle due isole prese quindi il nome di islas de los Ratones, il che porta al loro attuale nome in lingua portoghese.